# ヒトツブコムギ

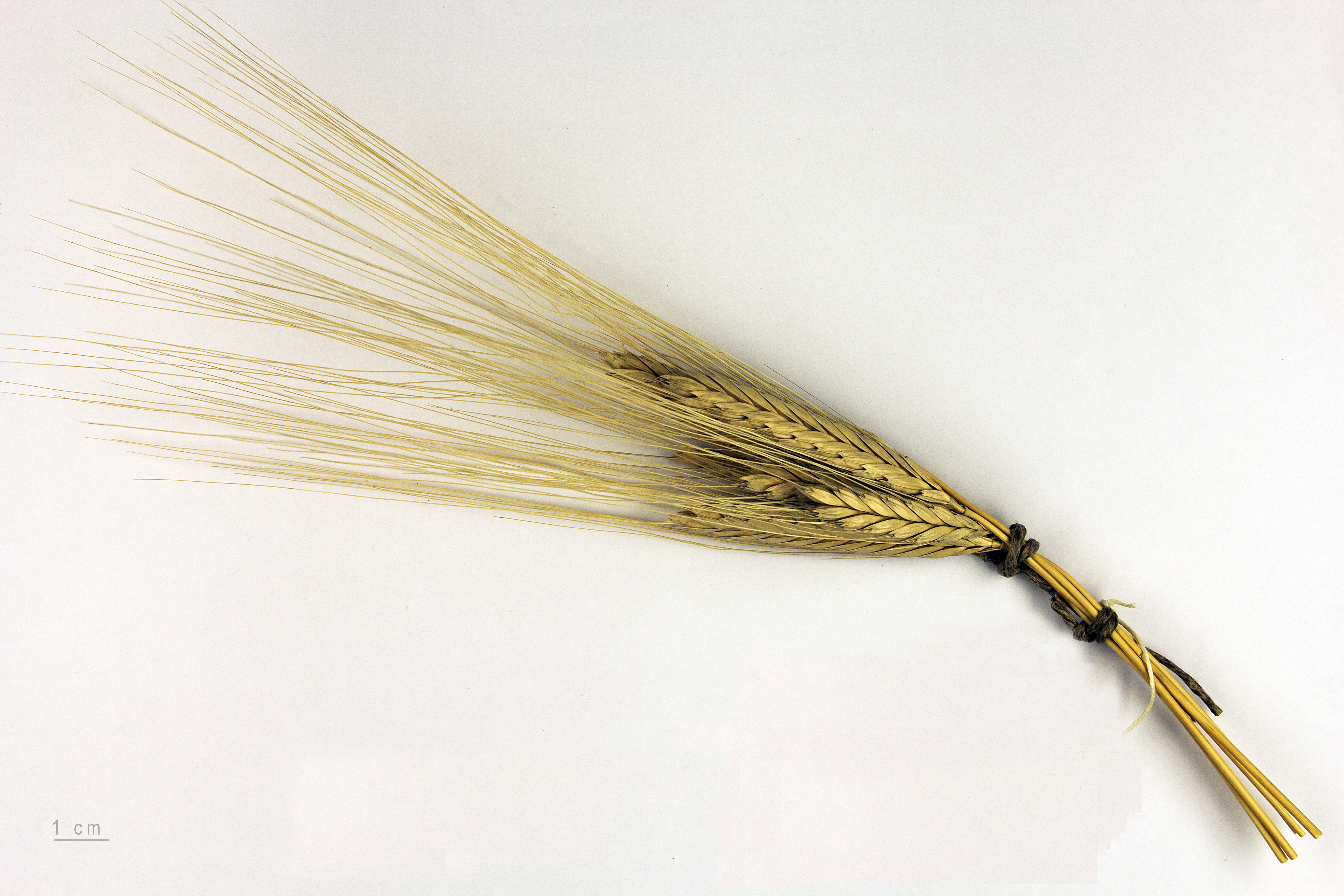
Triticum monococcum

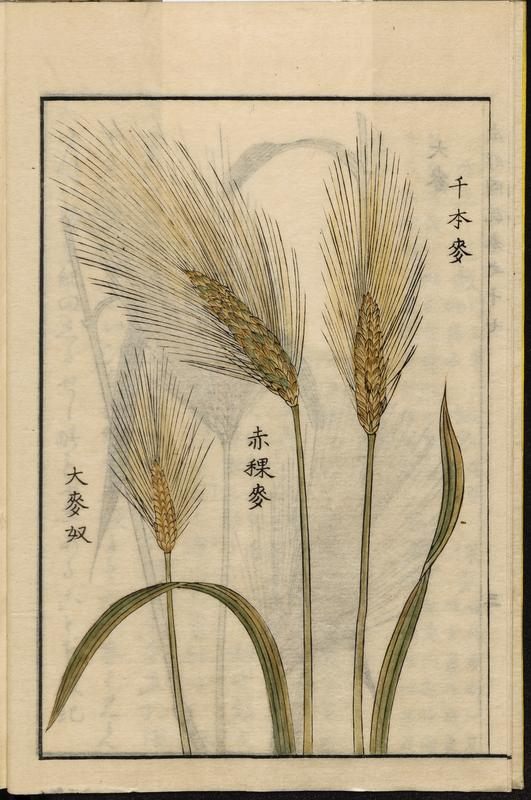
『成形図説』より

ヒトツブコムギ（一粒小麦、1粒コムギまたは一粒系コムギとも称される。独: Einkorn、英: Einkorn wheat）は、イネ科コムギ属の植物で、栽培型と野生型があり、そのいずれもパンコムギ (Triticum aestivum) と関係がある。以前は野生型がT. boeoticum（種小名をbaeoticumと記載されることもある）で栽培型がT. monococcumとしてそれぞれ別種として扱われていた。しかしながら、現在は野生型、栽培型ともにT. monococcumの亜種として分類され、栽培型はT. monococcum ssp. monococcum、野生型はT. monococcum ssp. boeoticum (Boiss.) MKと分類される。ヒトツブコムギは2倍体の植物で難脱穀性、穀粒は堅い頴（殻）にしっかりと包まれている。栽培型の形態は野生型に似るが、熟した時に穂軸が自然に折れて脱落しない非脱落性で、穀粒が大きい点が異なる。

## 栽培植物化
ヒトツブコムギはエンマーコムギ (T. dicoccum) と並んで、コムギの最古の栽培型の一つであった。野生のヒトツブコムギの穀粒は肥沃な三日月地帯の亜旧石器時代の遺跡から見つかっている。ヒトツブコムギが最初に栽培されたのはおよそ9,000年前（紀元前約7,050年）、先土器新石器Aから先土器新石器Bの時代だった。ヒトツブコムギが栽培化された地域は、先土器新石器B時代の農耕集落の遺跡が多数発見されているトルコ南東部のカラジャ山付近であるとAFLP法によるDNA分析の結果は示している。青銅器時代にはその栽培は減少し、今日では作物としてはまれにしか見られないものとなっている。ヒトツブコムギは地方の作物としてブルグル（麦粒を湯がいてから乾燥させて粗挽きにした食品）や家畜の飼料としてフランス、モロッコ、旧ユーゴスラビアおよびトルコなどの国々の山岳地帯に残っていて、その多くは他の種類のコムギが栽培できない痩せた土壌の土地に残っている。

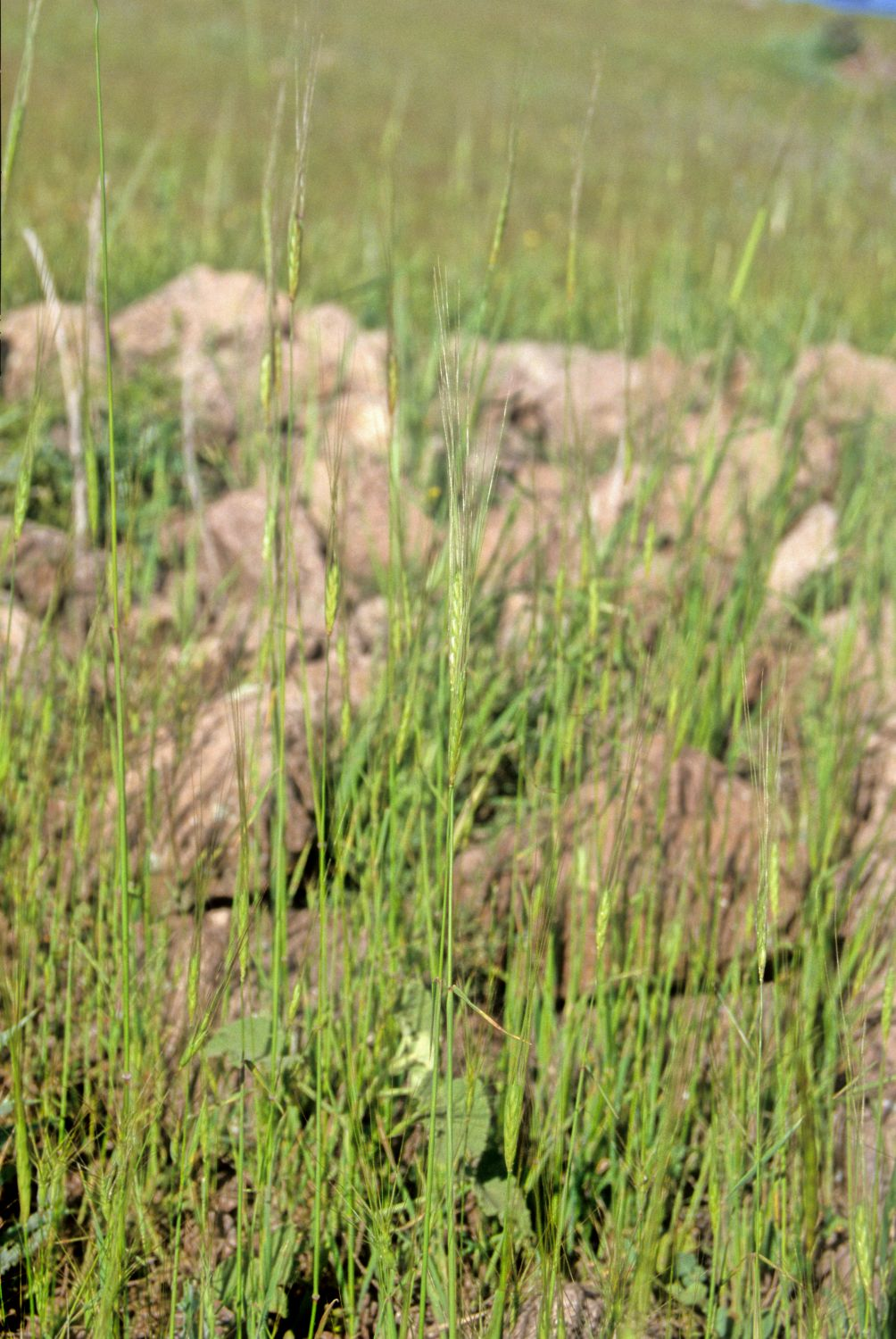
野生のヒトツブコムギ、トルコ中南部のカラマン県カラ山(Karadag)

## グルテンの特性
現在普通に栽培されているコムギとは対照的に、ヒトツブコムギのグリアジン（胚乳内の貯蔵タンパク質でグルテンの前駆体）は セリアック病の患者に対し有害ではないという論文が発表されている。しかしこの件については、今のところグルテンフリー食では推奨されていない。

## 注
1. ↑  現在では同じ1粒系のウラルツコムギT. urartuがパンコムギT. aestivumのAゲノムの起源と推定されている（『麦の自然史』pp.48-49）。

## 関連文献
- 藤井純夫『ムギとヒツジの考古学』同成社、2001年、ISBN 4-88621-230-1